# 永久死亡
永久死亡（Permadeath、permanent death）是桌上遊戲和電子遊戲（特別是扮演類型遊戲）中的一種遊戲機制。在此遊戲機制中，玩家角色一旦死亡就将从游戏中除去，且无法再继续使用。根據情况，玩家可能需要建立一個新角色才能繼續，或者「完全地」重新開始遊戲（也就是會失去過往遊戲的所有進度）。這個機制有時候會被稱為「人物死亡」和「玩家死亡」。有些電子遊戲會另外提供一個具有永久死亡機制的困難模式，而不是將其作為遊戲的核心機制。
與永久死亡相對，有些遊戲允許玩家以某種管道繼續進行遊戲，例如他們的角色會在死亡處附近的檢查點（Checkpoint）重生，或是透過消耗金幣、魔法物品或使用法術來復活他們的角色，或是能夠讀取和恢復存檔以避免死亡情況。這個機制經常在電子角色扮演遊戲和桌上角色扮演遊戲中使用，並被認為是類Rogue遊戲的一個必要元素。永久死亡的實現則會根據遊戲類型而有所不同。